# گیمزوو
گیمزوو (به لاتین: Giemzów) یک روستا در لهستان است که در گمینا برویتسه واقع شده‌است.